# Balls to the Wall
Balls to the Wall ist das fünfte Album der deutschen Heavy-Metal-Band Accept. Das Label Lark Records veröffentlichte das Album im Dezember 1983. Es ist das bekannteste und meistverkaufte Accept-Album, sie verkauften rund zwei Millionen Alben weltweit und in den USA und Kanada gab es je eine Goldauszeichnung dafür.

## Wissenswertes
Das Cover des Albums, das den Teil eines männlichen Unterkörpers mit kurzer Lederhose zeigt und an das Werk 'Patrice' von Robert Mapplethorpe angelehnt ist, brachte in Verbindung mit dem Stück London Leatherboys den Musikern das Gerücht ein, homosexuell zu sein.

## Rezeption
Das Album erreichte in Deutschland Platz 50, in den USA Platz 74. Der Kritiker Martin Popoff erklärte Balls to the Wall zu einem der größten Heavy-Metal-Alben der 1980er-Jahre. Er lobte die reibungslose Produktion, die Gitarrenriffs und die starken Melodien. Das Magazin Rock Hard setzte das Album auf den 114. Platz seiner durch die Redaktion ausgewählten Liste der 500 besten Rock- und Metalalben. Marcus Schleutermann bezeichnete das Titelstück als besten Accept-Song „überhaupt“. Auch London Leatherboys sei „ein Kracher ähnlicher Güte“. Im damaligen Heft hatte der Herausgeber des Magazins, Holger Stratmann, die Ballade Winterdreams kritisiert – sie könne auch bei Dieter Thomas Heck in der ZDF-Hitparade laufen. Dennoch hatte er damals 8,5 von zehn Punkten vergeben.

## Titelliste
Alle Lieder wurden von Accept und Deaffy (alias Gaby Hoffman) geschrieben.
1. Balls to the Wall – 5:50
2. London Leatherboys – 3:57
3. Fight it back – 3:30
4. Head over Heels – 4:19
5. Losing more than you’ve ever had – 5:04
6. Love Child – 3:35
7. Turn me on – 5:12
8. Losers and Winners – 4:19
9. Guardian of the Night – 4:25
10. Winter Dreams – 4:45

Eine 2001 veröffentlichte, neu gemasterte Version von Sony enthält zusätzlich Live-Versionen von Head over Heels und Love Child; die 2002 veröffentlichte, ebenfalls neu gemasterte Version von BMG Live-Versionen von Head over Heels und Up to the Limit. 2025 erschien unter dem Bandnamen Dirkschneider eine Neueinspielung, an der mit Udo Dirkschneider und Peter Baltes zwei der Originalinterpreten sowie insgesamt zehn Gastsänger beteiligt sind. Auf der zugehörigen Tour wurde das Album komplett in Originalreihenfolge aufgeführt, allerdings ohne die Gastsänger.